# Nuevo Viloria
Nuevo Viloria är en ort i Mexiko.   Den ligger i kommunen Isla och delstaten Veracruz, i den sydöstra delen av landet, 400 km öster om huvudstaden Mexico City. Nuevo Viloria ligger 28 meter över havet och antalet invånare är 143.
Terrängen runt Nuevo Viloria är mycket platt, och sluttar norrut. Runt Nuevo Viloria är det ganska glesbefolkat, med 42 invånare per kvadratkilometer. Närmaste större samhälle är Francisco I. Madero, 16,0 km nordost om Nuevo Viloria. Trakten runt Nuevo Viloria består till största delen av jordbruksmark.